# Hawulti

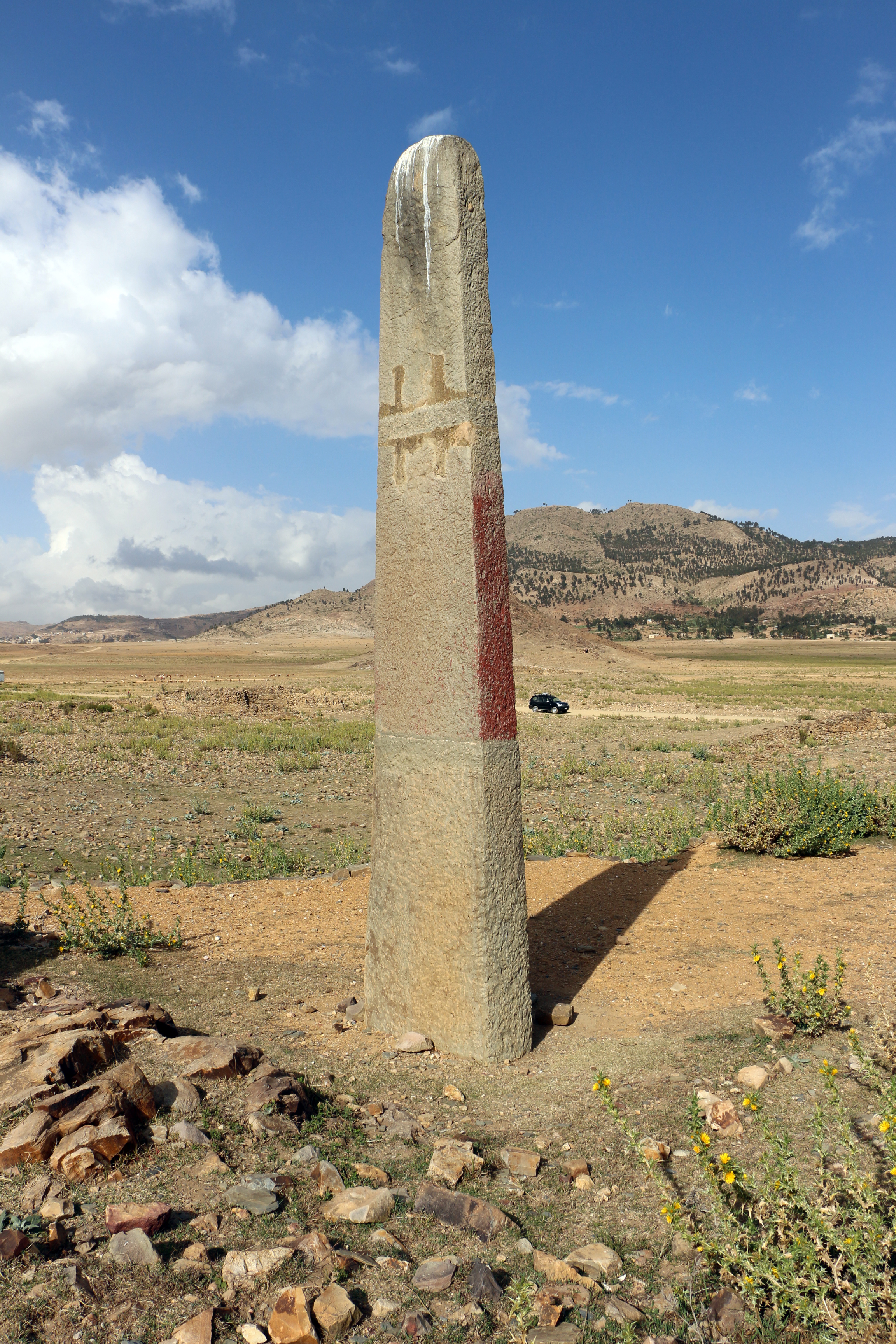
La stele

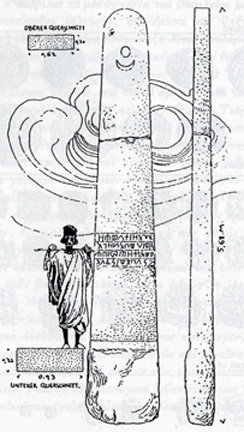
Schizzo di Hawulti del 1913 fatto dalla Deutsche Aksum-Expedition

L'Hawulti è un obelisco axumita situato a Matara, in Eritrea. Questo obelisco contiene quella che è stata definita il più antico esempio di antica scrittura Ge'ez (noto anche come "antico etiope").

## Descrizione
Il monumento è alto sei metri, con un disco solare ed una luna crescente sulla sommità. Ullendorff pensa che questi simboli "dovevano senza dubbio porre la stele sotto la protezione degli dei, probabilmente quella di Šamaš, la dea del sole, e di Sin, il dio della luna". Questi simboli pre-cristiani, con altre caratteristiche paleografiche come la mancanza di vocali nell'alfabeto ge'ez, convinsero Ullendorff del fatto che il monumento risalisse "alla prima parte del IV secolo".
Edward Ullendorff ha tradotto l'inscrizione in questo modo:
Questo è l'obelisco che fece (causativo) costruire
'Agaz per suo padre che ha
portato via la gioventù di 'W`
'LF oltre a quella di SBL.
La sua traduzione differisce da quella di Enno Littmann in molti punti. Per prima cosa Littmann sostiene che la terza riga faccia riferimento allo scavo di canali vicini (la sua traduzione, "zog die Kannaele von `Aw`a") nonostante la mancanza di tracce di scavo di canali o fossi nella zona. Ullendorff sostiene che il verbo shb dell'inscrizione si debba tradurre come "trascinare via, catturare". Inoltre credeva che i sostantivi ('W`, 'LF e SBL) fossero toponimi, e, basandosi su informazioni ottenute dagli abitanti locali, Ullendorff li identificò con le vicine comunità: l'antico nome di Baraknaha, luogo di una chiesa del XII secolo a 17 km da Matara, era subli, e l'altrettanto nota chiesa di Guna Guna, a 22 km da Matara, era un tempo nota come Aw`a 'ilfi.

## Storia moderna
Quando Littmann, capo della spedizione tedesca ad Axum, trovò l'Hawulti, lo trovò rovesciato e rotto a metà già da molto tempo. Il governo coloniale italiano fece in seguito riparare il monumento con due barre d'acciaio, erigendolo di nuovo in quella che dovrebbe essere stata la sua posizione originaria. In ogni caso, l'esatta posizione originaria non è nota.
L'hawulti fu rovesciato e danneggiato dalle truppe etiopi durante la breve occupazione dell'Eritrea meridionale durante la guerra Etiopia-Eritrea. Dopo di allora fu fatto riparare dal Museo nazionale d'Eritrea.